# Левелери
Ле́велери (англ. Levellers, букв. — зрівнювачі) — радикальна демократична політична партія в період Англійської революції. У самостійне угруповання левелери оформилися 1647 року, до цього вони становили ліве крило індепендентів. Соціальною базою левелерів були дрібні торговці, ремісники, селяни, міська і сільська біднота.
Левелери були рішучими противниками монархії та аристократії (зокрема, палати лордів). Вони стояли за утворення республіки, відстоювали ідею народного суверенітету, надання населенню широких політичних прав і свобод, в тому числі проведення щорічних виборів до палати громад і надання виборчих прав всім вільним чоловікам, захищали недоторканість приватної власності.
Левелери віддзеркалювали інтереси дрібної буржуазії, частини заможних селян (в основному, фригольдерів), і спиралися на армію.

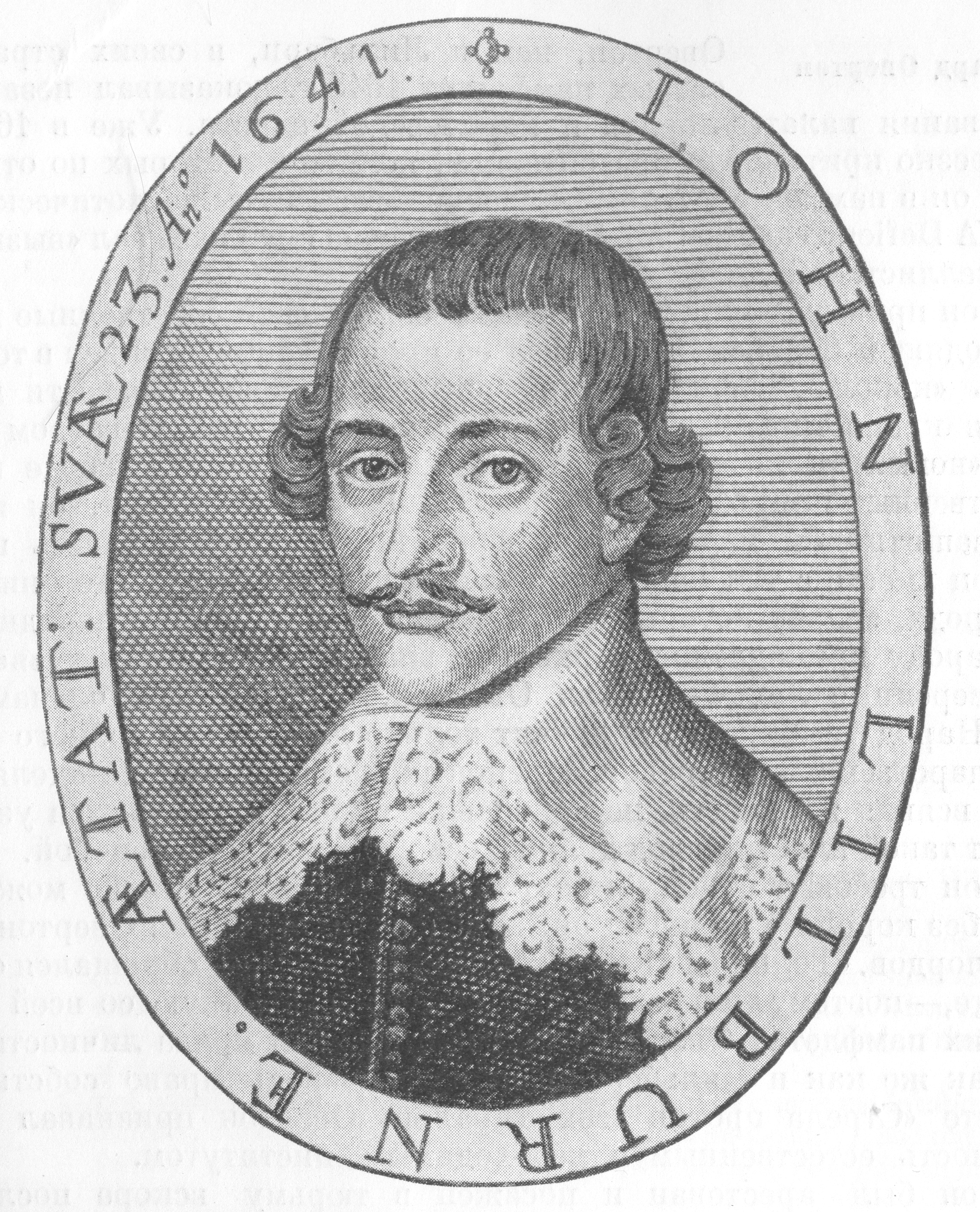
Джон Лілберн, лідер левелерів

Рух левелерів очолювали Джон Лільберн, Р. Овертон, В. Волвін.
У соціально-економічній сфері левелери вимагали знищення торгових монополій і патентів, зниження податків, скасування церковної десятини, повернення селянам огородженої землі. Левелери твердо підтримували принцип недоторканності приватної власності і виступали проти ліквідації дворянського землеволодіння. У жовтні — на початку листопада 1647 р. на конференції в Патні була зроблена спроба примирити суперечності й виробити компроміс між левелерами та індепендентами. Підняті левелерами в травні і вересні 1649 солдатські повстання були придушені, під тиском репресій з боку уряду рух левелерів почав слабшати і згодом розпався на окремі групи.